# Iwan Sowietnikow
Iwan Gierasimowicz Sowietnikow (ros. Иван Герасимович Советников; ur. 1 czerwca?/13 czerwca 1898 we wsi Insar, w guberni penzeńskiej, zm. 1 lutego 1957 w Moskwie) – generał porucznik Armii Radzieckiej.

## Życiorys
Uczestnik I wojny światowej. Brał udział w rosyjskiej wojnie domowej i w hiszpańskiej wojnie domowej w latach 1936–1937. W październiku 1937 roku został wyznaczony na stanowisko zastępcy szefa Oddziału II Sztabu Białoruskiego Okręgu Wojskowego. W lipcu 1938 roku objął dowództwo 7 Dywizji Strzelców. W kwietniu 1939 roku został zastępcą dowódcy Kijowskiego Specjalnego Okręgu Wojskowego.
W okresie od lipca 1939 roku do stycznia 1941 roku dowodził 5 Armią. Na czele tej armii wziął udział w agresji ZSRR na Polskę. 9 września 1939 roku został mianowany komdiwem. Od stycznia 1941 roku ponownie na stanowisku zastępcy dowódcy Kijowskiego Specjalnego Okręgu Wojskowego.
Po ataku Niemiec na ZSRR zastępca dowódcy Południowo-Zachodniego, a następnie Stalingradzkiego, Dońskiego, Centralnego i Briańskiego Frontu do spraw tyłów. W czerwcu 1943 roku objął dowództwo 34 Armii, a w styczniu 1944 roku – 4 Armii. Po wojnie zastępca dowódcy Turkiestańskiego Okręgu Wojskowego i Karpackiego Okręgu Wojskowego. Był odznaczony dwoma Orderami Lenina, czterema Orderami Czerwonego Sztandaru i medalami.